# Aliz
Aliz oder Alíz ist ein weiblicher Vorname.

## Herkunft und Bedeutung
Der Name ist die ungarische Form von Alice.

## Bekannte Namensträgerinnen
- Aliz Mosonyi (* 1944), ungarische Schriftstellerin